# Argon (serie de televisión)
Argon (en hangul, 아르곤; RR: Areugon) es una serie de televisión surcoreana dirigida por Lee Yoon-jung y protagonizada por Kim Joo-hyuk y Chun Woo-hee. Se emitió desde el 4 hasta el 26 de septiembre de 2017 por el canal tvN los lunes y martes a las 22:50 horas (hora local coreana).

## Sinopsis
Argon es el título de un programa televisivo semanal de noticias de investigación. La serie describe la vida de periodistas apasionados por revelar la verdad solo a través de hechos ciertos en un mundo rebosante de noticias falsas.

## Reparto

### Principal
- Kim Joo-hyuk como Kim Baek-jin, presentador de noticias perfeccionista, que valora los hechos como lo más importante. Dirige un programa de noticias llamado Argon.[3][4]
- Chun Woo-hee como Lee Yeon-hwa, una empleada temporal que es transferida al equipo de Argon en los últimos 3 meses de su contrato y lucha por convertirse en periodista oficial.[3][5]

### Secundario

#### Equipo de periodistas deArgon
- Park Won-sang como Shin Chul, productor de Argon y reportero veterano.[2][6]
- Shin Hyun-bin como Chae Soo-min, abogada y vieja amiga de Baek-jin.[2][6]
- Park Hee-von como Yook Hye-ri, una escritora veterana del equipo de reportajes de investigación.[2][6]
- Shim Ji-ho como Uhm Min-ho, un inteligente reportero especializado en economía.[2][6]
- Cho Hyun-chul como Heo Jong-tae, un reportero.
- Park Min-ha como Lee Jin-hee, también conocida como «la bella escritora» a la que le gusta que la llamen así porque, un poco inmadura, confía en los trucos y el encanto más que en sus habilidades de escritora para salir adelante en el trabajo.[7]
- Ji Il-joo como Park Nam-gyu, un reportero de talento, especializado en educación y medio ambiente, que se enorgullece de sus conexiones personales con varios ministerios.[8]
- Ji Yoon-ho como Oh Seung-yong, un reportero especializado en tecnologías de la información, tal vez débil en las relaciones interpersonales pero indispensable en todo lo relacionado con la informática.[9]
- Park Cheol-hyun como Han Bong-gil.

#### Personal de HBC
- Lee Seung-joon como Yoo Myung-ho, jefe de la oficina de informes.[2][6][10]
- Lee Geung-young como Lee Geun-hwa, presentador principal de News 9 (aparición especial).[11]
- Kim Jong-soo como So Tae-seop, jefe de prensa en HBC.[12]

#### Otros
- Kim Joo-hun como Ahn Jae-geun, un denunciante en Seomyoung Foods.[13]
- Susanna Noh como la mujer de Ahn Jae-geun.[14]
- Ryu Han-bi como Kim Seo-woo, hija de Kim Baek-jin[15]
- Kim Ji-sung como Moon Hye-jin, esposa de Kim Baek-jin.
- Lee Jae-gyun como Wang Jung-goo, reportero de una revista de noticias local.

## Producción
Las audiciones para el reparto se completaron a finales de junio de 2017, la primera lectura de guion del elenco se llevó a cabo el 12 de julio, y el rodaje comenzó en el mismo mes.
Esta serie fue el último trabajo del actor Kim Joo-hyuk antes de su muerte en accidente automovilístico el 30 de octubre del mismo año.

## Audiencia
| Episodio | Fecha de emisión         | Índices de audiencia | Índices de audiencia | Índices de audiencia |
| Episodio | Fecha de emisión         | AGB Nielsen          | AGB Nielsen          | TNmS                 |
| Episodio | Fecha de emisión         | Nacional             | Seúl                 | Nacional             |
| --- | ------------------------ | -------------------- | -------------------- | -------------------- |
| 1 | 4 de septiembre de 2017  | 2,5 %                | 2,569 %              | 3 %                  |
| 2 | 5 de septiembre de 2017  | 2,869 %              | 3,18 %               | 2,4 %                |
| 3 | 11 de septiembre de 2017 | 2,588 %              | 2,625 %              | 2,6 %                |
| 4 | 12 de septiembre de 2017 | 2,411 %              | 2,587 %              | 2,9 %                |
| 5 | 18 de septiembre de 2017 | 2,602 %              | 3,238 %              | 2,3 %                |
| 6 | 19 de septiembre de 2017 | 3,068 %              | 3,424 %              | 2,6 %                |
| 7 | 25 de septiembre de 2017 | 2,786 %              | 2,934 %              | 2,8 %                |
| 8 | 26 de septiembre de 2017 | 2,761 %              | 3,325 %              | 2,5 %                |
| Promedio | Promedio                 | 2,698 %              | 2,985 %              | 2,6 %                |
| - En la tabla superior, en azul aparecen los índices más bajos, y en rojo los más altos. - Esta serie se transmite en un canal de cable/televisión de pago, que normalmente tiene una audiencia relativamente menor en comparación con las emisoras de televisión públicas/gratuitas (KBS, SBS, MBC y EBS). |                          |                      |                      |                      |